# Iglesia de la Asunción de Nuestra Señora (Figueruelas)
La iglesia de la Asunción de Nuestra Señora es una iglesia parroquial del siglo XVII situada en la localidad zaragozana de Figueruelas (España). Se trata de un templo de una sola nave de cuatro tramos hecho de yeso, tapial y ladrillos.